# 룰레강

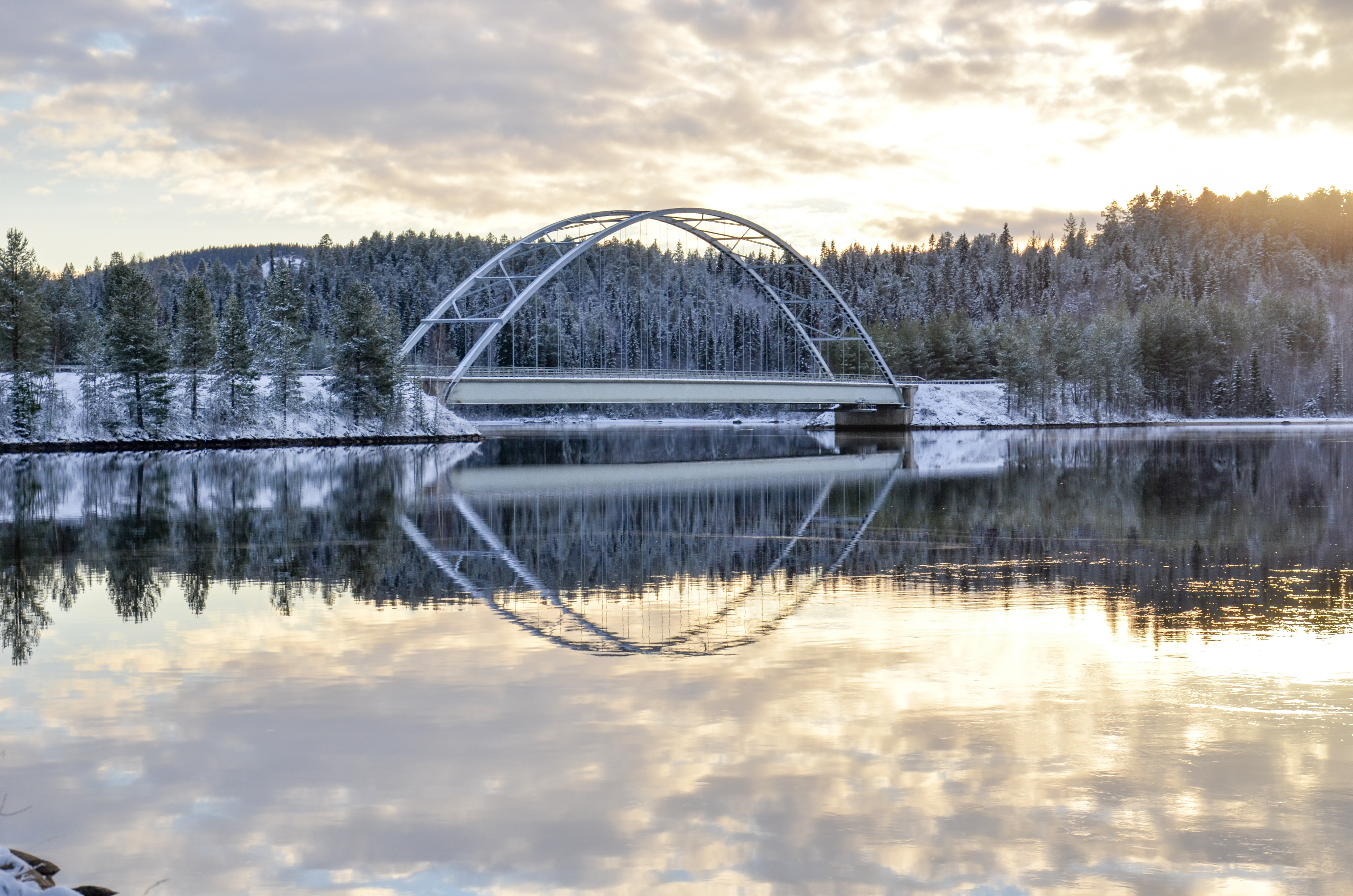

룰레강(스웨덴어: Lule älv)은 스웨덴의 주요한 강으로서 북부 지방에서 발원하는 460 km의 강이다. 다른 스웨덴의 주요 강과 함께 주요한 수원지의 역할을 한다. 룰레오(Luleå) 지방에서 바다와 만나기 때문에 강의 이름을 룰레강이라고 부른다.

## 역사
수력발전원으로도 중요한 역할을 하기 때문에 포르주스 지방과 하르스프란제 지역에 발전소가 있다. 이들 지역에는 스토라 폭포와 같은 수많은 폭포가 있다. 목재 운반로로도 요긴하게 쓰이는 역할을 했었지만 이는 1980년대를 끝으로 막을 내렸다.
19세기와 20세기 동안에는 제정 러시아의 침입에 대비하는 저지노선으로 룰레강이 주요 역할을 하였으며 후에는 소련에게도 마찬가지였다. 빽빽한 타이가와 같은 삼림이 있기 때문에 보덴 성곽을 중심으로하여 룰레강은 스웨덴의 외부 방어에 중요한 위치를 차지한다.
스토라 룰레강은 지리학자 사이에서도 발원지에 대한 입장 차이가 있다. 스토라(스웨덴어: stora)라는 것은 '크다'라는 뜻이며, 이 강은 비리회르 호수로 흘러들어가면서 주요 도시를 거친다.

## 참고 문헌
- (스웨덴어) 룰레강에 대한 고찰(Nordisk Familjebok ; 1912)